# 邵仲祿
邵仲祿（1541年—1592年），字孟廉，號养斋，四川夔州府官籍，湖廣都指揮使司瞿塘衛（治今奉節縣）人，明朝政治人物。

## 生平
隆慶元年（1567年）丁卯科四川鄉試第五十五名舉人，二年（1568年）中式戊辰科會試第一百八十八名，三甲第二百六十三名進士。曾任浙江江山縣知縣。任內清理白馬泉，撰《白馬官泉記》。有冰蘖之操，五年如一日，仆从至糊状纸衣以御寒，大计天下清官第一，称为真君子。擢户部主事，榷九江鈔关，累升吏部考功司、文選司郎中，萬曆十五年（1587年）十一月升太常寺少卿、提督四夷館，十七年三月升右通政，四月升左通政，五月升太僕寺卿，十八年二月升應天府府尹，十九年三月升南京操江都御史兼管巡江，九月改任巡撫江西右副都御史，未赴任，二十年四月卒於南京，贈兵部左侍郎。

## 家族
曾祖邵武，百戶；祖父邵壁；父邵意，母韓氏。具慶下。兄邵仲英、邵仲傑，弟邵仲爵、邵仲賢、邵仲明、邵仲禮。